# Maxime Poundjé
Maxime Poundjé, né le 16 août 1992 à Bordeaux, est un footballeur franco-camerounais, qui évolue au poste de latéral gauche ou de milieu gauche.

## Biographie
Formé aux Girondins de Bordeaux, le latéral gauche est prêté, lors de la saison 2011-2012, au Nîmes Olympique évoluant en National. Il signe son premier contrat professionnel le 4 septembre 2012 , avec le club girondin. Il marque son premier but le 1er février 2015, face à l'En avant Guingamp. Il quitte le club bordelais à la fin de la saison 2020-2021.
Il signe le 12 février 2022 au Lausanne Sport en Super League Suisse (1re division suisse).

## Statistiques
| Saison                | Club                   | Championnat           | Championnat | Championnat | Coupe nationale | Coupe nationale | Coupe de la Ligue | Coupe de la Ligue | Compétition(s) continentale(s) | Compétition(s) continentale(s) | Compétition(s) continentale(s) | Total | Total |
| Saison                | Club                   | Division              | M.          | B.          | M.              | B.              | M.                | B.                | Comp.                          | M.                             | B.                             | M.    | B.    |
| 2011-2012             | Nîmes Olympique (prêt) | National              | 29          | 0           | 2               | 0               | -                 | -                 | -                              | -                              | -                              | 31    | 0     |
| Sous-total            | Sous-total             | Sous-total            | 29          | 0           | 2               | 0               | -                 | -                 | -                              | -                              | -                              | 31    | 0     |
| 2012-2013             | Girondins de Bordeaux  | Ligue 1               | 7           | 0           | 1               | 0               | -                 | -                 | C3                             | 2                              | 0                              | 10    | 0     |
| 2013-2014             | Girondins de Bordeaux  | Ligue 1               | 13          | 0           | 1               | 0               | 1                 | 0                 | C3                             | 6                              | 0                              | 21    | 0     |
| 2014-2015             | Girondins de Bordeaux  | Ligue 1               | 12          | 1           | -               | -               | 1                 | 0                 | -                              | -                              | -                              | 13    | 1     |
| 2015-2016             | Girondins de Bordeaux  | Ligue 1               | 14          | 0           | 2               | 0               | -                 | -                 | C3                             | 6                              | 0                              | 22    | 0     |
| 2016-2017             | Girondins de Bordeaux  | Ligue 1               | 7           | 0           | 1               | 0               | 2                 | 0                 | -                              | -                              | -                              | 10    | 0     |
| 2017-2018             | Girondins de Bordeaux  | Ligue 1               | 19          | 0           | 1               | 0               | 1                 | 0                 | C3                             | 0                              | 0                              | 21    | 0     |
| 2018-2019             | Girondins de Bordeaux  | Ligue 1               | 30          | 0           | -               | -               | 3                 | 0                 | C3                             | 10                             | 1                              | 43    | 1     |
| 2019-2020             | Girondins de Bordeaux  | Ligue 1               | 2           | 0           | 1               | 0               | -                 | -                 | -                              | -                              | -                              | 3     | 0     |
| 2020-2021             | Girondins de Bordeaux  | Ligue 1               | 14          | 0           | 1               | 0               | -                 | -                 | -                              | -                              | -                              | 15    | 0     |
| Sous-total            | Sous-total             | Sous-total            | 118         | 1           | 8               | 0               | 8                 | 0                 | -                              | 24                             | 1                              | 158   | 2     |
| Total sur la carrière | Total sur la carrière  | Total sur la carrière | 147         | 1           | 10              | 0               | 8                 | 0                 | -                              | 24                             | 1                              | 189   | 2     |

## Palmarès
- FC Girondins de Bordeaux
  - Coupe de france
    - Vainqueur: 2013

- FC Girondins de Bordeaux
  - Trophée des champions
    - Finaliste: 2013

- Nîmes Olympique
  - Champion de France de National en 2012